# Фердоус (город)
Фердоус (перс. فردوس‎; до 1929 года — Тун) — город в восточной части Ирана, в остане Южный Хорасан. Административный центр шахрестана Фердоус.

## География
Расположен в 345 км к югу от Мешхеда и в 200 км к северо-западу от Бирдженда. Климат города можно охарактеризовать как засушливый; годовая норма осадков составляет всего около 150 мм. Большая часть осадков выпадает в период с ноября по апрель. Самый жаркий месяц — июль со средней температурой 31,4 °C; самый холодный месяц — январь, со средней температурой 5,2 °C.

## Население
По данным переписи 2011 года оно насчитывало 25 968 человек.
| 1986   | 1991   | 1996   | 2006   | 2011   |
| ------ | ------ | ------ | ------ | ------ |
| 16 184 | 18 468 | 21 784 | 23 405 | 25 968 |

## Экономика
Город известен как важный центр экспорта шафрана и гранатов.

## Достопримечательности
Среди достопримечательностей Фердоуса можно отметить мечеть и религиозную школу (была основана во времена династии Сефевидов), а также горячие минеральные источники в 20 км к северу от города.

## Галерея

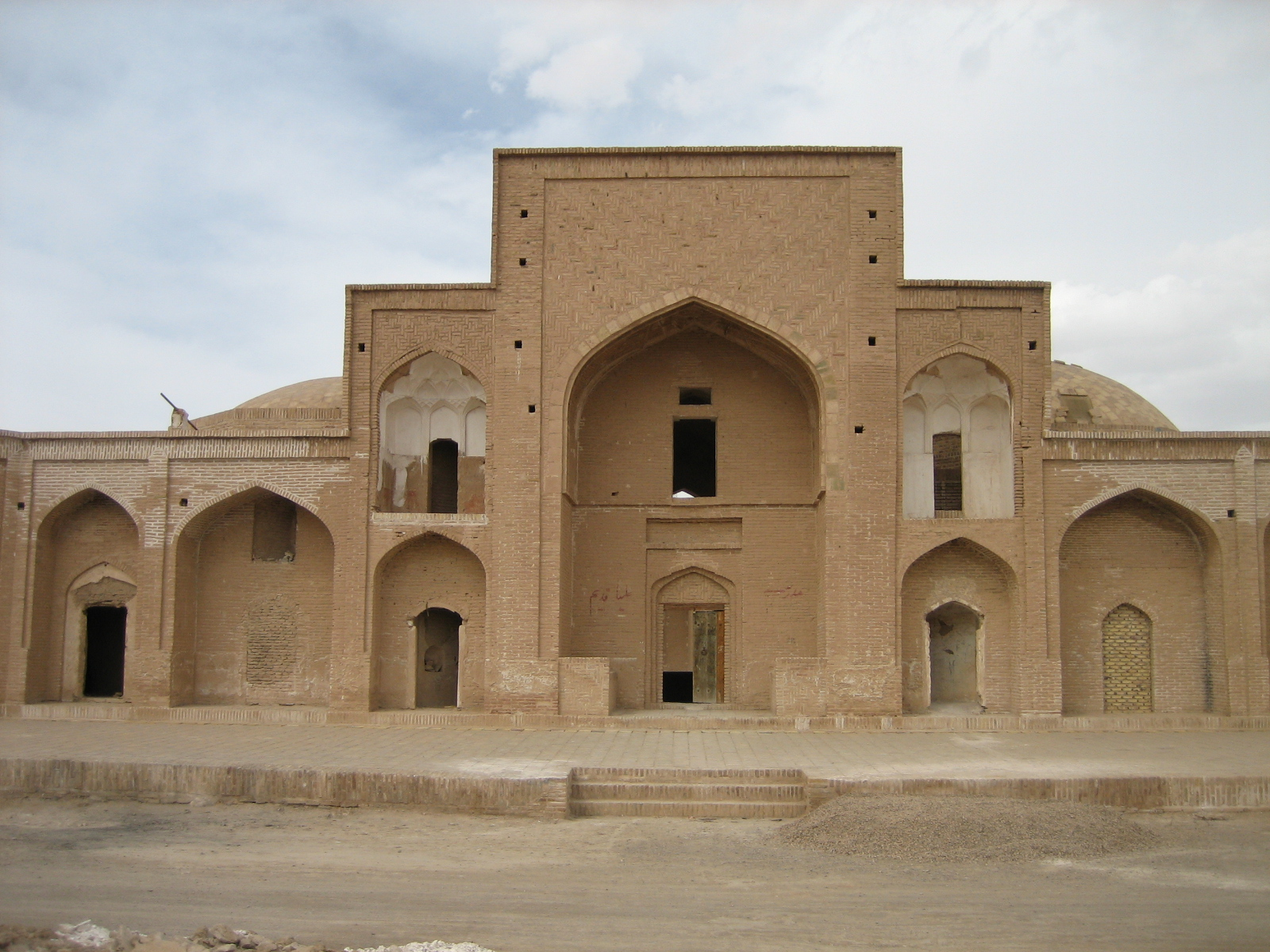
Религиозная школа
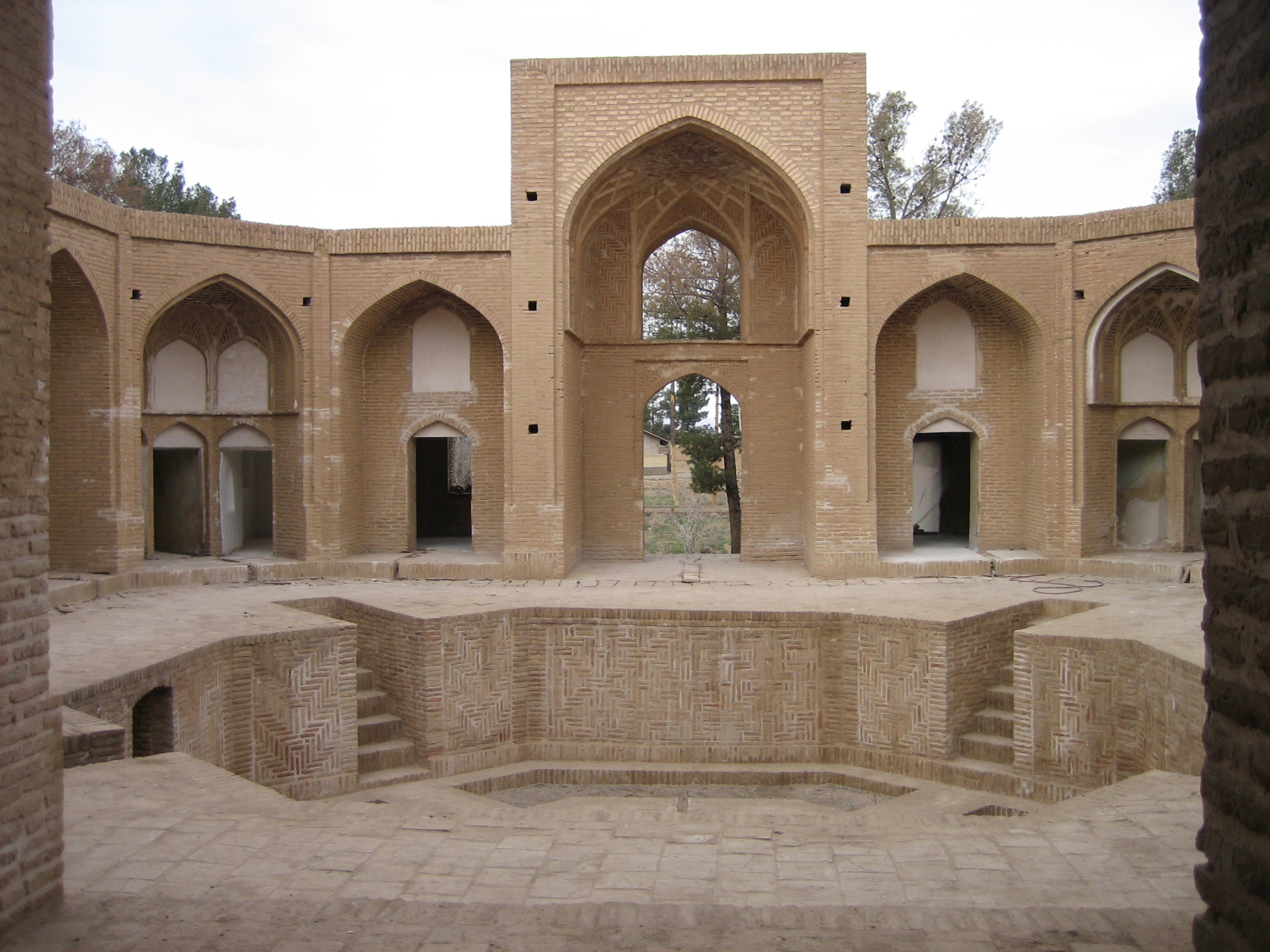
Религиозная школа